# Metroul din Tōkyō
Metroul din Tōkyō (東京の地下鉄 Tōkyō no chikatetsu?) este o rețea de metrou ce deservește capitala Japoniei și orașele suburbane din prefecturile din vecinătate (ce fac parte din așa-zia regiune a capitalei). Rețeaua are 2 operatori principali, Tōkyō Metro și Tōei Subway, care au acorduri de interoperare cu alți operatori privați. Rețeaua de metrou este concentrată în centrul orașului, iar acordurile de interoperare ”extind” rețeaua spre suburbii.

## Rețele
În Tōkyō există două rețele principale:
- Tōkyō Metro (東京メトロ), anterior Teito Rapid Transit Authority (帝都高速度交通営団, Teito Kōsokudo Kōtsū Eidan), sau pe scurt TRTA/Eidan (営団), care a fost privatizată în 2004. Această rețea are 195 km și 179 de stații.
- Tōei Subway (都営地下鉄), o companie parte a Biroului de Transport Metropolitan Tōkyō, înființat în anul 1960. Această rețea are 109 km de rețea și 99 de stații.

În anul 2015, cele două rețele alcătuiau 278 de stații (din totalul de 882 de stații în Tōkyō) și 304 km de cale ferată, transportând în total un număr de 8 milioane de călători pe zi. Deși, fiind pe al cincilea loc la numărul de călători transportați anual în întreaga lume (fiind declasat de către Seul, Guangzhou, Shanghai și Beijing), ambele rețele reprezintă doar 22% din cei 40 de milioane de călători a rețelelor feroviare din metropolă, restul utilizând rețelele JR East și cele private (n.r Keisei, Keiō, Seibu, Tōbu, Tōkyū, Odakyū).
În total, rețeaua de metrou combinată are 13 linii: 
| Culoare        | Emblemă     | Număr       | Numele linii (română)        | Numele linii (japoneză) | Ecartament  | Interoperabilitate (operatori)                                   | Inaugurare Ultima extindere          |             |             |
| Tōkyō Metro    | Tōkyō Metro | Tōkyō Metro | Tōkyō Metro                  | Tōkyō Metro             | Tōkyō Metro | Tōkyō Metro                                                      | Tōkyō Metro                          | Tōkyō Metro | Tōkyō Metro |
| -------------- | ----------- | ----------- | ---------------------------- | ----------------------- | ----------- | ---------------------------------------------------------------- | ------------------------------------ | ----------- | ----------- |
| Portocaliu     |             | Linia 3     | Linia Ginza                  | 銀座線                  | 1435 mm     | nu                                                               | 30 decembrie 1927 21 iunie 1934      |             |             |
| Roșu           |             | Linia 4     | Linia Marunouchi (centrală)  | 丸ノ内線                | 1435 mm     | nu                                                               | 20 ianuarie 1954 23 ianuarie 1962    |             |             |
| Roșu           |             | Linia 4     | Linia Marunouchi (secundară) | 丸ノ内線分岐線          | 1435 mm     | nu                                                               | 23 martie 1962                       |             |             |
| Argintiu       |             | Linia 2     | Linia Hibiya                 | 日比谷線                | 1067 mm     | da (Tōbu și anterior Tōkyū)                                      | 28 martie 1961 29 august 1964        |             |             |
| Albastru-cer   |             | Linia 5     | Linia Tōzai                  | 東西線                  | 1067 mm     | da (JR East și Tōyō Rapid)                                       | 23 decembrie 1964 8 aprilie 1969     |             |             |
| Verde          |             | Linia 9     | Linia Chiyoda                | 千代田線                | 1067 mm     | da (JR East și Odakyū)                                           | 20 decembrie 1969 31 martie 1978     |             |             |
| Auriu          |             | Linia 8     | Linia Yūrakuchō              | 有楽町線                | 1067 mm     | da (Seibu și Tōbu)                                               | 30 octombrie 1974 8 iunie 1988       |             |             |
| Purpuriu       |             | Linia 11    | Linia Hanzōmon               | 半蔵門線                | 1067 mm     | da (Tōbu și Tōkyū)                                               | 1 august 1978 19 martie 2003         |             |             |
| Verde-smarald  |             | Linia 7     | Linia Namboku                | 南北線                  | 1067 mm     | da (Tōkyū și Saitama Rapid Rail)                                 | 29 noiembrie 1991 28 martie 2001     |             |             |
| Maroniu        |             | Linia 13    | Linia Fukutoshin             | 副都心線                | 1067 mm     | da (Seibu, Tōbu, Tōkyū și Yokohama Minatomirai)                  | 7 decembrie 1994 14 iunie 2008       |             |             |
| Tōei Subway    |             |             |                              |                         |             |                                                                  |                                      |             |             |
| Roșu-trandafir |             | Linia 1     | Linia Asakusa                | 浅草線                  | 1435 mm     | da (Keisei, Keikyū, Hokusō, Shibayama și Chiba New Town Railway) | 4 decembrie 1960 15 noiembrie 1968   |             |             |
| Albastru       |             | Linia 6     | Linia Mita                   | 三田線                  | 1067 mm     | da (Tōkyū)                                                       | 27 decembrie 1968 26 septembrie 2000 |             |             |
| Verde-frunză   |             | Linia 10    | Linia Shinjuku               | 新宿線                  | 1372 mm     | da (Keiō)                                                        | 21 decembrie 1978 19 martie 1989     |             |             |
| Rubin          |             | Linia 12    | Linia Ōedo                   | 大江戸線                | 1435 mm     | nu                                                               | 10 decembrie 1991 12 decembrie 2000  |             |             |

Pe lângă asta, mai există alte linii ce nu fac parte din rețeaua de metrou, dar sunt importante transportului public din Tōkyō, și pot apărea pe hărți:
- Linia TWR Rinkai face legătura dintre stația Shin-Kiba și gara Ōsaki, interoperează cu linia Saikyo a JR East.
- Linia Yamanote este cea mai importantă linie a JR East (fostul JNR) în Tōkyō, fiind o rută inelară ce leagă centrul orașului de alte gări mari (Shinjuku, Shibuya, Ikebukuro, Ueno și Shinagawa)
- Linia Tōyō Rapid, o companie terțiară ce exploatează o linie care este efectiv o extindere a liniei Tōzai spre est. Inaugurată în 1996.
- Linia Saitama Rapid, o copanie terțiară ce exploatează o linie care, din nou este o extindere a liniei Namboku spre nord. Inaugurată în 2002 cu prilejul cupei mondiale FIFA din același an.

De asemenea, în Yokohama există și metroul municipal, dar care este izolat de restul rețelei feroviare japoneze, și mai există și linia Yokohama-Minatomirai, care face legătura cu linia Tōkyū Tōyoko, care permite interoperabilitatea cu linia de metrou Fukutoshin (și rareori Namboku și Hibiya).

Harta rețelei în iunie 2020
Evoluție a rețelei între 1927 și 2008
Liniile de metrou raportate cu linia Yamanote